# Sarcopyramis napalensis
Sarcopyramis napalensis là một loài thực vật có hoa trong họ Mua. Loài này được Wall. miêu tả khoa học đầu tiên năm 1824.